# Kazuto Tsuyuki
Kazuto Tsuyuki (筑城 和人 Tsuyuki Kazuto?, nacido el 14 de agosto de 1984 en Numazu, Shizuoka) es un ex futbolista japonés. Jugaba de defensa y su último club fue el Roasso Kumamoto de Japón.

## Trayectoria

### Clubes
| Club             | País  | Año         |
| ---------------- | ----- | ----------- |
| Nagoya Grampus   | Japón | 2007 - 2008 |
| Tokushima Vortis | Japón | 2009        |
| Roasso Kumamoto  | Japón | 2010 - 2013 |

## Estadística de carrera

### J. League
| Club                 | Año   | J. League | J. League | Copa J. League | Copa J. League | Total | Total |
| Club                 | Año   | Part.     | Goles     | Part.          | Goles          | Part. | Goles |
| -------------------- | ----- | --------- | --------- | -------------- | -------------- | ----- | ----- |
| Nagoya Grampus Eight | 2007  | 0         | 0         | 0              | 0              | 0     | 0     |
| Nagoya Grampus       | 2008  | 0         | 0         | 0              | 0              | 0     | 0     |
| Tokushima Vortis     | 2009  | 19        | 0         | -              | -              | 19    | 0     |
| Roasso Kumamoto      | 2010  | 34        | 1         | -              | -              | 34    | 1     |
| Roasso Kumamoto      | 2011  | 19        | 0         | -              | -              | 19    | 0     |
| Roasso Kumamoto      | 2012  | 22        | 0         | -              | -              | 22    | 0     |
| Roasso Kumamoto      | 2013  | 27        | 0         | -              | -              | 27    | 0     |
| Total                | Total | 121       | 1         | 0              | 0              | 121   | 1     |